# 頸回旋筋
頸回旋筋（けいかいせんきん、英語: rotatores cervicis muscle）は、長背筋のうち、斜頸の深層に位置する筋肉である。回旋筋のうち、胸回旋筋と腰回旋筋、頸回旋筋の3部に分けられたものの一方である。全脊椎の横突起を起始とし、斜側上方に向かって走り、1～2個上の椎骨棘突起に付着する。
脊柱の回旋を行う。